# Кибальник, Алексей Григорьевич
Алексей Григорьевич Кибальник (род. 13 марта 1972 года, Ставрополь) — российский учёный-правовед, доктор юридических наук, профессор, специалист в области уголовного права, профессор кафедры уголовного права и процесса Северо-Кавказского социального института.

## Биография
Родился 13 марта 1972 года в г. Ставрополе. В 1990—1995 гг. обучался на историческом факультете Ставропольского государственного педагогического университета, в 1992—1996 гг. обучался на юридическом факультете Международной академии предпринимательства.
В 1995—2002 гг. служил в органах внутренних дел в качестве следователя по особо важным делам Управления по расследованию организованной преступной деятельности при ГУВД Ставропольского края, затем — на должностях профессорско-преподавательского состава Ставропольского факультета Юридического института МВД России. В 1999 г. в Московском юридическом институте МВД России защитил кандидатскую диссертацию на тему «Иммунитет в уголовном праве» (научный руководитель — А. В. Наумов). В 2002—2012 гг. работал на кафедре уголовного права Ставропольского государственного университета, с 2010 г. — заведующий этой кафедрой. В 2003 г. в Институте государства и права Российской академии наук защитил докторскую диссертацию на тему «Влияние международного уголовного права на российское уголовное право» (научный консультант — А. В. Наумов). В 2007 г. присвоено ученое звание профессора по кафедре уголовного права. В 2012—2020 гг. — заведующий кафедрой уголовного права и процесса Северо-Кавказского федерального университета. Автор и соавтор более 100 научных, учебных и учебно-методических работ.
Подготовил 21 кандидата юридических наук.

## Основные публикации
- Кибальник А. Г., Соломоненко И. Г. Преступления против мира и безопасности человечества. — СПб., 2004. — 385 c.
- Кибальник А. Г., Старостина Я. В. Актуальные проблемы уголовной ответственности медицинских работников. — М., 2006. — 92 c.
- Наумов А. В., Орлов В. Н., Волосюк П. В., Кибальник А. Г. Международное уголовное право: учебник для бакалавриата и магистратуры / Под ред. А. В. Наумова, А. Г. Кибальника. — М., 2019. — 509 с.
- Кибальник А. Г., Иванов А. Ю. Реабилитация нацизма как преступление против мира и безопасности человечества. — М., 2019. — 280 с.
- Кибальник А. Г., Суворов В. А. Акт международного терроризма как преступление против мира и безопасности человечества. — М., 2020. — 208 с.